# テレビくん、どうも!
『テレビくん、どうも!』は、1985年10月6日から1988年12月25日までフジテレビ系列局で放送されていたフジテレビ製作のトークバラエティ番組である。味の素の一社提供。放送時間は毎週日曜 9:30 - 10:00 （日本標準時）。

## 概要
明石家さんまが本名の杉本高文名義で出演していた番組で、杉本と3人のゲストがテレビ番組およびテレビ局について対談していた。1986年4月6日放送分からは、最初のCM明けに「テレビくん度テスト」というゲストのテレビっ子度を調べるアンケート方式のコーナーがあった。
スポンサーの味の素のロゴは、番組スタート時点では同社の旧社紋（小文字のアルファベット "a" を象ったもの）＋「味の素KK」の白抜き表示だったが、3か月も経たぬうちにオール大文字の「AJINOMOTO」（初代英文ロゴで、現行のものではない）に変更された。

## 出演者
- 杉本高文
- 篠原勝之 - 当初は準レギュラー扱いで、3回目で正式レギュラーに昇格。
- 長部日出雄 - 上に同じ。

## スタッフ
- 構成：高平哲郎、腰山一生、矢野悦子、小堀陽子、加藤恵理子
- 出題：寺田理恵子
- 技術：八峯テレビ
- SW：河合宣貴
- カメラ：板橋一也
- 美術制作：鈴木武治
- デザイン：高橋幸夫
- 美術進行：金子隆、渡部一夫
- 照明：浅香勉
- 音響効果：川島明則（OCBプロ）
- VTR編集：共同テレビジョン
- 協力：日本ビクター、丸美花園
- プロデューサー：大野三郎、横澤彪 → 荻野繁
- ディレクター：木村基子、佐藤義和 → 吉田正樹
- 制作著作：フジテレビ

## 主な内容
レギュラー3人とゲストによるテレビをテーマにしたトークが中心。毎回「腹の立つテレビ」「深夜番組」「ニュース番組」「教育テレビ正しい見方」など、何らかのトークテーマを決めて行っていた。
「テレビくん度テスト」
ゲストのテレビっ子度を調べるアンケートコーナー。全20問の質問があり、YESまたはNOの数でどれだけテレビっ子なのかを分析する。最初のCM明けに寺田理恵子の「○○さんの、テレビライフに関する質問です。YESかNOかでお答えください」のナレーションで始まる。
以下はそのうちの何問かを抜粋したもの：
- 朝起きると必ずテレビをつける
- 新聞のテレビ欄はくまなくチェックする
- テレビを見て、泣いたことがある
- テレビを見るため急いで帰ったことがある
- テレビショッピングで買い物をしたことがある
- テレビのことで家族や友人とけんかしたことがある
- テレビのことで局に苦情電話をかけたことがある
- 料理番組で紹介された料理を作ったことがある

などのテレビに関する質問にゲストが順次答えていき、20問全問YESの場合は「やったねテレビくん」、19 - 16問「ナカナカテレビくん」、15問 - 12問「ソコソコテレビくん」、11問 - 8問「イマイチテレビくん」、7問 - 4問「ガンバレテレビくん」、そして3問以下は「サヨナラテレビくん」とランク分けされる。最後にやはり寺田理恵子が「あなたのテレビくん度は○○点で、○○テレビくんです」とコメントし、続いて杉本高文がランク分けを表記したボードをゲストに見せるという演出だった。

## 放送局
半数以上のフジテレビ系で放送されたが富山テレビでは『新婚さんいらっしゃい!』（朝日放送テレビ制作）を放送していたため、放送されなかった。
- フジテレビ：日曜 9:30 - 10:00（1985年10月6日 - 1988年12月25日）
- 北海道文化放送：日曜 9:30 - 10:00（1985年10月6日 - 1988年12月25日）[1]
- 仙台放送：日曜 9:30 - 10:00（1985年10月6日 - 1988年12月25日）
- 新潟総合テレビ：日曜 9:30 - 10:00（1985年10月6日 - 1988年12月25日）
- 長野放送：日曜 9:30 - 10:00（1985年10月6日 - 1988年12月25日）
- テレビ静岡：日曜 9:30 - 10:00（1985年10月6日 - 1988年12月25日）
- 石川テレビ：日曜 9:30 - 10:00（1985年10月6日 - 1988年12月25日）
- 福井テレビ：日曜 9:30 - 10:00（1985年10月6日 - 1988年12月25日）
- 東海テレビ：日曜 9:30 - 10:00（1985年10月6日 - 1988年12月25日）
- 関西テレビ：日曜 9:30 - 10:00（1985年10月6日 - 1988年12月25日）
- 岡山放送：日曜 9:30 - 10:00（1985年10月6日 - 1988年12月25日）
- テレビ新広島：日曜 9:30 - 10:00（1985年10月6日 - 1988年12月25日）
- テレビ愛媛：日曜 9:30 - 10:00（1985年10月6日 - 1988年12月25日）
- テレビ西日本：日曜 9:30 - 10:00（1985年10月6日 - 1988年12月25日）

など

## エピソード
- 「テレビくん度テスト」で20問全てYESだったゲストは高田文夫ただ一人だった。逆に、1問もYESが無かったゲストは樹木希林であり、出演者たちに「本当にテレビに出ている人なのか?」などと疑われていた。
- 『FNSスーパースペシャル一億人のテレビ夢列島』（『FNS27時間テレビ1』）で本番組のスペシャル版が放送された。この回のゲストは関口宏。同特番中、この企画が行われた時間帯のみ味の素が一社提供を行っていた。